# Миралем Пянич
Миралем Пянич е босненски футболист, играещ като атакуващ полузащитник за ЦСКА Москва като типичен плеймейкър, с чудесна техника и поглед върху играта. Отлично изпълнява преки свободни удари.

## Кариера
Пянич израства в Люксембург, където семейството му емигрира по време на войната в Югославия. На 14 години Миралем в привлечен в школата на френския Мец. За първия отбор дебютира на 18 август 2007 г. в двубой с ПСЖ. След като успява да се наложи в отбора, халфът подписва първия си професионален договор на 30 ноември. През сезона записва 32 мача и отбелязва 4 гола. Въпреки чудесната форма на младия талант, Мец изпада в Лига 2.
През 2008 г. Пянич дебютира за националния отбор на Босна и Херцеговина, въпреки че като юноша е играл за формациите на Люксембург.
Въпреки големия интерес към играча от чуждестранни тимове, той решава да остане във Франция, преминавайки в Олимпик Лион. В дебютния си сезон е резерва на идола на „хлапетата“ Жуниньо Пернамбукано. Миралем работи с легендарния бразилец за подобряване на своите качества и това дава резултат в бъдеще. След напускането на Пернамбукано в посока Ал-Гарафа именно Пянич заема неговото място като „десетка“.
В началото на сезон 2009/10 Пянич вкарва първия си гол за Лион в Шампионска лига. Босненецът се разписва от фаул срещу Андерлехт. Миралем става основен играч на тима и печели титлата на страната. В Шампионската лига Олимпик стига до 1/2-финал, а Пянич е автор на важни голове срещу отбори като Фиорентина и Реал Мадрид. В полуфиналната фаза обаче „хлапетата“ отпадат от Байерн Мюнхен.
С идването на Йоан Гуркюф в тима Миралем губи титулярното си място. Така през август 2011 г. халфът подписва с Рома за 11 милиона евро.
В началото на кариерата си при „вълците“ Пянич е резерва, но голът срещу Лацио в дербито на Рим през сезон 2012/13 му дава кредит на доверие, който босненецът оправдава. Миралем е с основна роля за класирането на Босна и Херцеговина на световното първенство в Бразилия. Халфът вкарва гол за първата и единствена победа на Босна на световни първенства в мача с Иран, завършил 3:1.
През май 2014 г. Пянич преподписва с Рома и продължава да е един от водещите играчи на тима. През сезон 2015/16 той се утвърждава като един от най-добрите изпълнители на преки свободни удари, вкарвайки 5 попадения от фаул.
На 14 юни 2016 г. се пръсъединява към отбора на Ювентус за сумата от 32 млн. евро.

## Успехи
Ювентус
- Серия А (4) – 2016/17, 2017/18, 2018/19, 2019/20
- Купа на Италия (2) – 2016/17, 2017/18
- Суперкупа на Италия (1) – 2018

Барселона
- Купа на краля (1) – 2020/21

Бешикташ
- Суперкупа на Турция (1) – 2021